# برشکا
برشکا (انگلیسی: Bershka) شرکت خرده‌فروشی پوشاک اسپانیایی است، که در کنار برندهایی چون زارا، ماسیمو دوتی و پال اند بیر متعلق به شرکت ایندیتکس می‌باشد.
شرکت برشکا در سال ۱۹۹۸ راه‌اندازی شد و در حال حاضر دارای شبکه‌ای از ۱۰۰۰ شعبه توزیع و فروش لباس در ۷۱ کشور جهان می‌باشد. دفتر مرکزی این شرکت در شهر آرتکسیو، اسپانیا قرار دارد.